# Музыка Казахстана
Му́зыка Казахста́на (каз. Қазақстан музыкасы) — музыкальная культура Казахстана. До начала XX века представляла собой исключительно народное творчество, развитие музыкальной культуры началось только после Октябрьской революции и вхождения республики в состав СССР. После обретения независимости продолжилось развитие казахской музыки, ставшей частью мировой музыкальной культуры.

## История
На территории Казахстана получила распространение самобытная музыкальная культура. Её основу составили импровизационно-эпические произведения тюркских народов, исполняемые сказителем под аккомпанемент народных инструментов: двухструнной домбры, кобыза, сыбызгы, дауылпаза. Примечательной особенностью были соревнования, устраиваемые между музыкантами (айтыс — у певцов и кюй тартыс — у кюйши). К XV—XVIII векам возникает разделение казахской музыки на песни и инструментальный жанр кюй, формируются характерные ритмические и тональные особенности. В XIX веке образуется профессиональная музыкальная традиция, которую представляют, с одной стороны, кюйши — исполнители кюев, с другой — сал-сери, особое явление в казахском обществе. Первые описания казахской музыки дают восточные исследователи, актуальным произведением до сих пор остаётся «Великая книга музыки» Аль-Фараби. В XIX веке казахская музыка становится объектом интереса представителей европейской культуры: к ней обращаются музыканты и искусствоведы как соседней России, так и других стран. Российские востоковеды начинают планомерное изучение и сохранение фольклора казахов, влияние России, в свою очередь, обогащает казахскую музыку и вызывает появление новой плеяды композиторов и исполнителей. Среди них Абай Кунанбаев, Жаяу Муса Байжанов, Курмангазы Сагырбайулы, Ыкылас Дукенов.
С 1930-х годов начинается формирование профессионального музыкального искусства. В этом помогают приглашённые из России музыкальные деятели: Евгений Брусиловский, Василий Великанов, Борис Ерзакович — которые вместе с одним из виднейших казахских музыкальных организаторов Ахметом Жубановым участвуют в создании Оркестра казахских народных инструментов, филармонии, музыкальной театральной студии (позднее — Казахский театр оперы и балета), создают и ставят на сцене первые казахские оперы. В последующие годы в Казахстан приходят новые музыкальные жанры: эстрадные песни и романсы, камерно-инструментальная, симфоническая музыка, создаются многочисленные хоры народной и советской песни. В 1939 году основан Союз композиторов Казахстана. В 1944 году в Алма-Ате открывается консерватория.
В послевоенные годы активно развивается крупная форма казахской академической музыки: появляются новые оперы, балеты, симфонии. Также плодотворно трудятся композиторы-песенники. Наиболее слабо идёт развитие камерно-инструментальной музыки, однако и в этой области появляются новые произведения. Впервые из казахской музыки выделяются уйгурская: появляются первая уйгурская опера — «Назугум» (Куддус Кужамьяров, 1956), создаются симфонические и камерные произведения.
В 1936 и 1958 году в Москве проводятся декады казахского искусства, во время которых демонстрируются достижения музыкальной культуры. Недели казахской музыки проходят в Татарии (1962), Армении (1968), Узбекской ССР (1960,1971). На международной арене с 1920-х годов казахских певцов представляет Амре Кашаубаев, выступавший во Франции и Германии. Его примеру позднее следуют Бибигуль Тулегенова, Роза Багланова, Роза Джаманова, Роза Рымбаева, Мурат Мусабаев, Алибек Днишев. С традиционным музыкальным творчеством зарубежных слушателей знакомит этнографический ансамбль «Сазген». Искусство казахских исполнителей: скрипачки Айман Мусаходжаевой, пианистки Жании Аубакировой — отмечено призами международных конкурсов.
В 1960—1980-х годах появляется ряд эстрадных ансамблей: «Арай», «Ариран», «Гульдер», «Дос-Мукасан», «Отырар сазы», «Яшлык» (Алма-Ата), «Алатау» (Джамбул), «Жайык кызы» (Гурьев), «Улытау» (Джезказган), «Эренгольд» (Павлодар) и др. В своём творчестве многие артисты начала 90-х обращаются к фольклорной музыке, обработкам народных произведений и песням на казахском языке. Так, группа URKER, появившись на музыкальной сцене в 1994 году, одной из первых подняла тему патриотизма и возрождения культурных ценностей в своём творчестве. Одним из прорывных музыкальных проектов 90-х стал первый международный музыкальный фестиваль «Азия Дауысы». Появившись в 1990 году, фестиваль проводился ежегодно на площадке «Медео», собирая на своей сцене артистов с разных стран мира. Фестиваль стал отправной точкой в музыкальной карьере для множества казахстанских музыкантов, таких как Нурлан Абдуллин и Бауыржан Исаев.
В современном мире эстафету «Азия Дауысы» подхватил музыкальный фестиваль «A Star of Asia», который традиционно проводится на площадке «Медео» с 2017 года.
Не менее популярным музыкальным проектом, появившимся в 90-х, является ежегодный конкурс молодых исполнителей «Жас Канат». В конкурсе принимали участие как сольные исполнители, так и ансамбли, а сам проект открыл для казахстанской эстрады новое поколение певцов, таких как Жанна Саттарова, группа «Аян» и Мадина Садвакасова.
После обретения Казахстаном независимости в 1991 году музыкальное развитие продолжилось. Во Франции проводятся «Казахские сезоны», во время которых своё мастерство демонстрируют певцы и исполнители-инструменталисты. Сам Казахстан также становится местом проведения международных конкурсов. Появляются новые коллективы: Государственный оркестр «Академия солистов» (1993), камерный оркестр «Камерата Казахстана» (1998). В 1998 году открылась Казахская национальная академия музыки в городе Астана. В 2003 году состоялась премьера оперы «Махамбет» Базарбая Жуманиязова. Одновременно широко развиваются музыковедение и искусствоведение.
В 1995-1999 музыкальной сцене появилась группа Rap Zone, которая первой среди многих привила любовь молодёжи к отечественной рэп-музыке. Свои альбомы участники группы записывали на кассеты.
Особенно прорывным стал их трек «Шум-гам-бум-переворот», который стал гимном молодёжи, а надписи RAP ZONE красовались на дворовых заборах, домах и в школьных дневниках.
Помимо традиционной поп-музыки в Казахстане стремительно развивались хип-хоп и r’n’b, нашедшие отклик в творчестве таких групп, как, Ghetto Dogs, Metis's, Не Всё Сказано и группы 101 во главе с Иваном Бреусовым.
В современном Казахстане проводятся фестивали современной музыки «Менин Казахстаным» (имени Шамши Калдаякова) «Жас канат», «Азия Дауысы», «Золотой диск».
В 2010 году в районном центре Толы-Синьцзян Синьцзян-Уйгурского автономного района Китая 10 450 домбристов исполнили казахский народный кюй «Кенес», что было отмечено как рекорд Книги рекордов Гиннесса.

## Характеристика
Казахская народная музыка основана на семиступенных диатоническом мажорном и минорном ладах, в которых большое место занимают элементы пентатоники. Как и музыка других народов, долгое время не испытывавшая влияния западной музыкальной культуры, она отличается развитой ритмикой и подвижной тональностью. Особенностью казахской музыки является синкретизация. В XX веке народная традиция становится основой для классических произведений. В довоенный период академическая музыка использует фольклорный материал для прямого заимствования, в последующие годы народные мелодии творчески переосмысливаются.

## Оркестры Казахстана
1. Государственный академический симфонический оркестр Республики Казахстан
2. Западно-Казахстанский филармонический оркестр
3. Казахский государственный академический оркестр народных инструментов имени Курмангазы
4. Карагандинский симфонический оркестр
5. Эстрадно-симфонический оркестр акима Алматы
6. Областная филармония имени Ш. Калдаякова
7. Отырар Сазы